# Jonah Bolden
Jonah Anthony Bolden (ur. 2 stycznia 1996 w Melbourne) – australijski koszykarz, występujący na pozycji silnego skrzydłowego. 
W 2012 i 2013 wystąpił w turnieju Adidas Nations, zajmują odpowiednio czwarte i ósme miejsce. W 2014 wziął udział w meczu wschodzących gwiazd – Derby Classic, a rok później w turnieju w Adidas Nations Counselors.
7 lutego 2020 opuścił klub Philadelphia 76ers. 12 lutego podpisał 10-dniową umowę z Phoenix Suns. Po wygaśnięciu mowy opuścił klub.

## Osiągnięcia
Stan na 4 marca 2020, na podstawie, o ile nie zaznaczono inaczej.
NCAA
- Uczestnik rozgrywek Sweet 16 turnieju NCAA (2015)

Drużynowe
- Mistrz Izraela (2018)
- Zdobywca pucharu ligi izraelskiej (2017)
- Finalista pucharu Izraela (2018)

Indywidualne
- Laureat nagrody ABA League Top Prospect (2017)
- MVP 1. kolejki serbskiej ligi KLS (2016/2017)

Reprezentacja
- Uczestnik mistrzostw świata U–19 (2013 – 4. miejsce)